# Abi Tucker
Abigail Anne 'Abi' Tucker (ur. 22 stycznia 1973) – australijska aktorka, piosenkarka, autorka tekstów. Wystąpiła w serialach Córki McLeoda i Szkoła złamanych serc. W 1992 roku wygrała program „New faces”, w którym szukano nowych talentów. Prywatnie Abi lubi słuchać Madonny, Alice in Chains, Tori Amos. W wieku 14 lat założyła zespół Jatz and the Crackers. Ma córkę Hazel (2014), jej partnerem życiowym jest Chris Rochester.

## Filmografia
| Rok       | Film                   | Rola                    |
| --------- | ---------------------- | ----------------------- |
| 1994-1995 | Szkoła złamanych serc  | Jodie Cooper            |
| 1996      | Szczury wodne          | Amy Collins             |
| 1997      | Wildside               | Kate Holbeck            |
| 1999      | Elvy                   | Lissa                   |
| 2000      | The Wog Boy            | Annie O’Brien           |
| 2000      | Angst                  | May                     |
| 2001      | Sekretny mąż zabójca   | Michelle                |
| 2001-2003 | W pogoni za szczęściem | Miranda Lang            |
| 2004      | Love bytes             | Bea                     |
| 2007-2009 | Córki McLeoda          | Grace McLeod            |
| 2010      | Cops LAC               | Nina Blunt/Amanda Hodge |
| 2014      | Old school             | Alex/Alice Cahill       |

## Dyskografia

### Albumy
- 1995 – Breathe in
- 2003 – Dreamworld
- 2008 – One December Moon
- 2015 – The Falling Seeds